# Norddeutscher Rundfunk
Pour les articles homonymes, voir NDR.
La Norddeutscher Rundfunk (litt. « Radiodiffusion nord-allemande ») est un organisme de droit public basé à Hambourg, membre de l'ARD (Communauté de travail des établissements de radiodiffusion de droit public de la République fédérale d’Allemagne).
Il s'agit du service public audiovisuel pour les Länder de Basse-Saxe, Mecklembourg-Poméranie-Occidentale, Schleswig-Holstein et la ville-État de Hambourg.

## Histoire

### Avant la Seconde Guerre mondiale
Le 24 mai 1924, est fondée à Hambourg, la Nordische Rundfunk AG (NORAG) dont le but est de diffuser des émissions radiophoniques sur une grande partie du Nord de l'Allemagne. 
En 1933, elle est remplacée par la „Norddeutsche Rundfunk GmbH“ qui devient un an plus tard la „Reichssender Hamburg“. Elle sera la plus grande radio d'Allemagne pendant la seconde guerre mondiale, jusqu'à 1945, année de sa disparition.

### NWDR: de 1945 à 1955
Après la guerre, les forces d'occupations britanniques fondent en 1945, deux stations de radio, l'une pour Hambourg qui sera „Radio Hamburg“ et l'une pour l'ensemble du Nord-Ouest de l'Allemagne qui sera la "Nordwestdeutscher Rundfunk" (NWDR). En 1948, les autorités allemandes récupèrent la gestion de ses deux radios et les transforment en organisme de droit public dans les Länder de Hambourg, Basse-Saxe, Schleswig-Holstein, Rhénanie du Nord-Westphalie et de Berlin. 
La NWDR ne diffuse qu'un seul programme radio (plus tard NWDR 1) mais à partir de 1950, elle diffuse deux nouvelles radios régionales, Nord FM (plus tard NDR 2) et Ouest FM (plus tard WDR 2). La même année, la NWDR est membre fondateur de l'ARD. Deux ans plus tard, en 1952, la NWDR sera en grande partie responsable du retour de la télévision en Allemagne.
Le 1er juin 1954, est créée la Sender Freies Berlin (SFB) à partir de la NWDR pour Berlin-Ouest pour diffuser des programmes indépendants de la NWDR. La même année est lancée la chaîne de télévision commune aux membres de l'ARD, Das Erste. En février 1955, les Länders de Hambourg, de Basse-Saxe, de Schleswig-Holstein et de Rhénanie-du-Nord-Westphalie décident de se réunir pour créer leur propre diffuseur. Par conséquent, la NWDR se scindent en deux diffuseurs indépendants, la Norddeutsche Rundfunk (NDR) basée à Hambourg, pour les Länder de Hambourg, de Basse-Saxe, de Schleswig-Holstein et de Rhénanie-du-Nord-Westphalie et la Westdeutsche Rundfunk (WDR), basée à Cologne, pour le Land de Rhénanie-du-Nord-Westphalie.

## Identité visuelle

### Logos

Logo de la NWDR de 1945 à 1955
Logo de la NDR de 1956 à 1980
Logo de la NDR de 1980 à 2001
Logo de la NDR depuis 2001

## Services
La NDR produit ses propres programmes seul ou en collaboration avec d'autres chaînes de télévisions et stations de radio. Elle diffuse la chaîne de télévision NDR Fernsehen et 12 stations de radio.

### Télévision
- NDR Fernsehen – la troisième chaîne de télévision régionale pour Hambourg, Basse-Saxe, Mecklembourg-Poméranie-Occidentale, Schleswig-Holstein.

### Radios
- NDR 90,3 – Station régionale pour Hambourg
- NDR 1 Niedersachsen – Station pour la Basse-Saxe
- NDR 1 Welle Nord – Station pour le Schleswig-Holstein
- NDR 1 Radio MV – Station pour le Mecklembourg-Poméranie-Occidentale
- NDR 2 – Station musicale à dominance pop.
- NDR Kultur - Station culturelle qui diffuse aussi de la musique classique
- NDR Info – Station d'information en continu (jour) et culturelle (nuit)
- NDR Info Spezial - Station avec des bulletins météo, des programmes en langues étrangères et des informations sportives
- N-Joy – Jugendradio
- Nordwestradio – Station culturelle pour le Nord-Ouest de la Basse-Saxe et Brême en coopération avec Radio Bremen
- NDR Blue - Station musicale
- NDR Traffic - Station info trafic

## Organisation

### Locaux

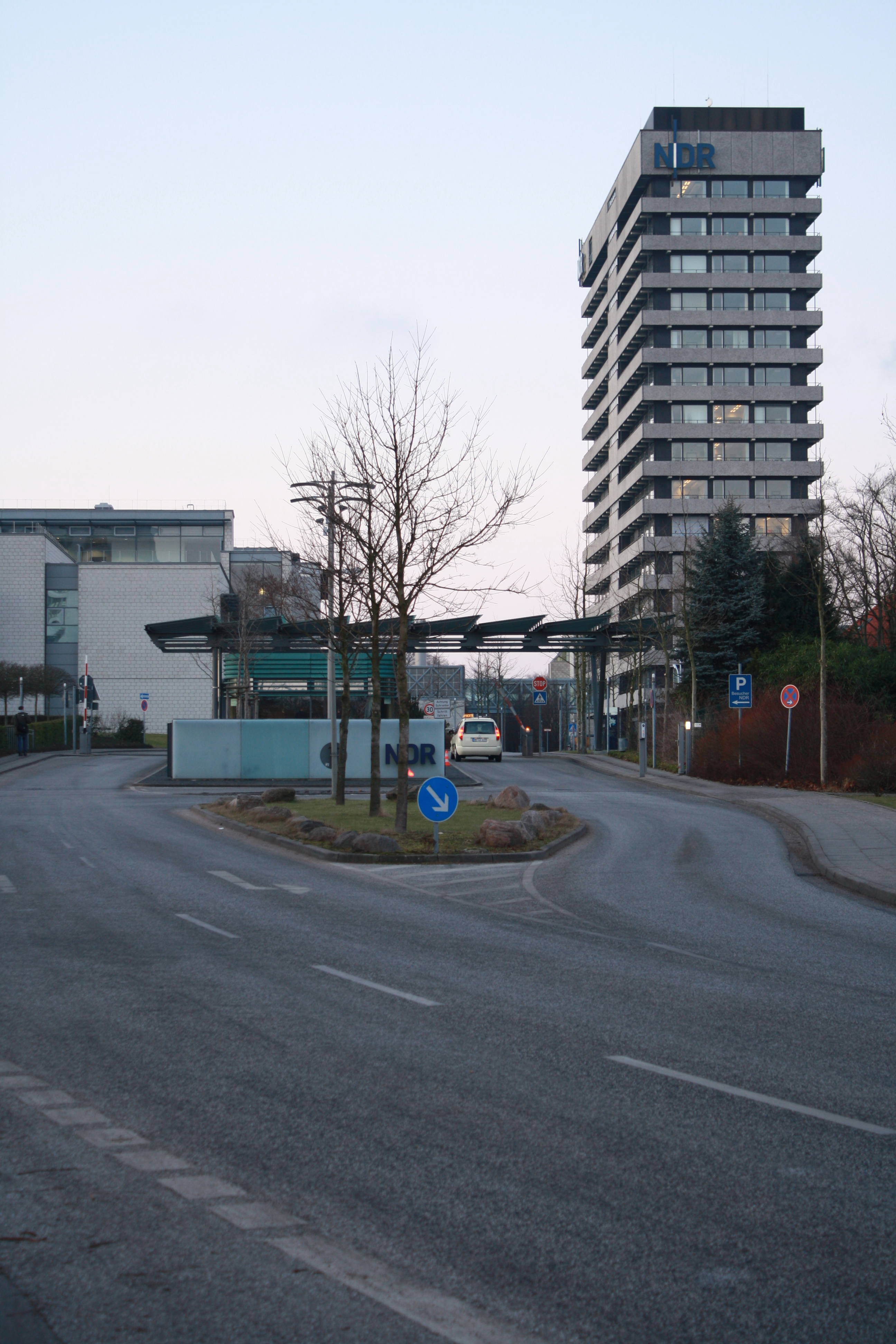
Site de Lokstedt à Hambourg, pour la production de programmes de télévision

Le siège de la NDR se trouve à Hambourg et est répartie sur deux sites, Lokstedt (télévision et radio) et Harvestehude pour l'administratif (gestion). Elle a également des studios de radio et de télévision dans les capitales des Länder de sa zone de diffusion. En outre, la NDR possède plusieurs bureau régionaux et étranger (avec l'ARD) comme ceux de Moscou, Londres ou Pékin par exemple. Elle utilise également le "Hauptstadtstudio" de Berlin. C'est dans les locaux de Hambourg-Lokstedt que sont produits les journaux de Das Erste tels que le Tagesschau, le Tagesthemen et le Nachtmagazin. C'est aussi là que se trouve la rédaction de l'information de Das Erste, ARD-aktuell.

### Intendants de la NDR depuis 1955
- 1955–1961 : Walter Hilpert
- 1961–1973 : Gerhard Schröder
- 1974–1980 : Martin Neuffer
- 1980–1987 : Friedrich Wilhelm Räuker
- 1987–1991 : Peter Schiwy
- 1991–2008 : Jobst Plog
- depuis 2008 : Lutz Marmor